# Rastislav (arcibiskup)
Metropolita Rastislav, vlastním jménem Ondrej Gont, (rusínsky: Ондрей Ґонт, * 25. ledna 1978, Snina) je pravoslavný arcibiskup prešovský a metropolita českých zemí a Slovenska.

## Život

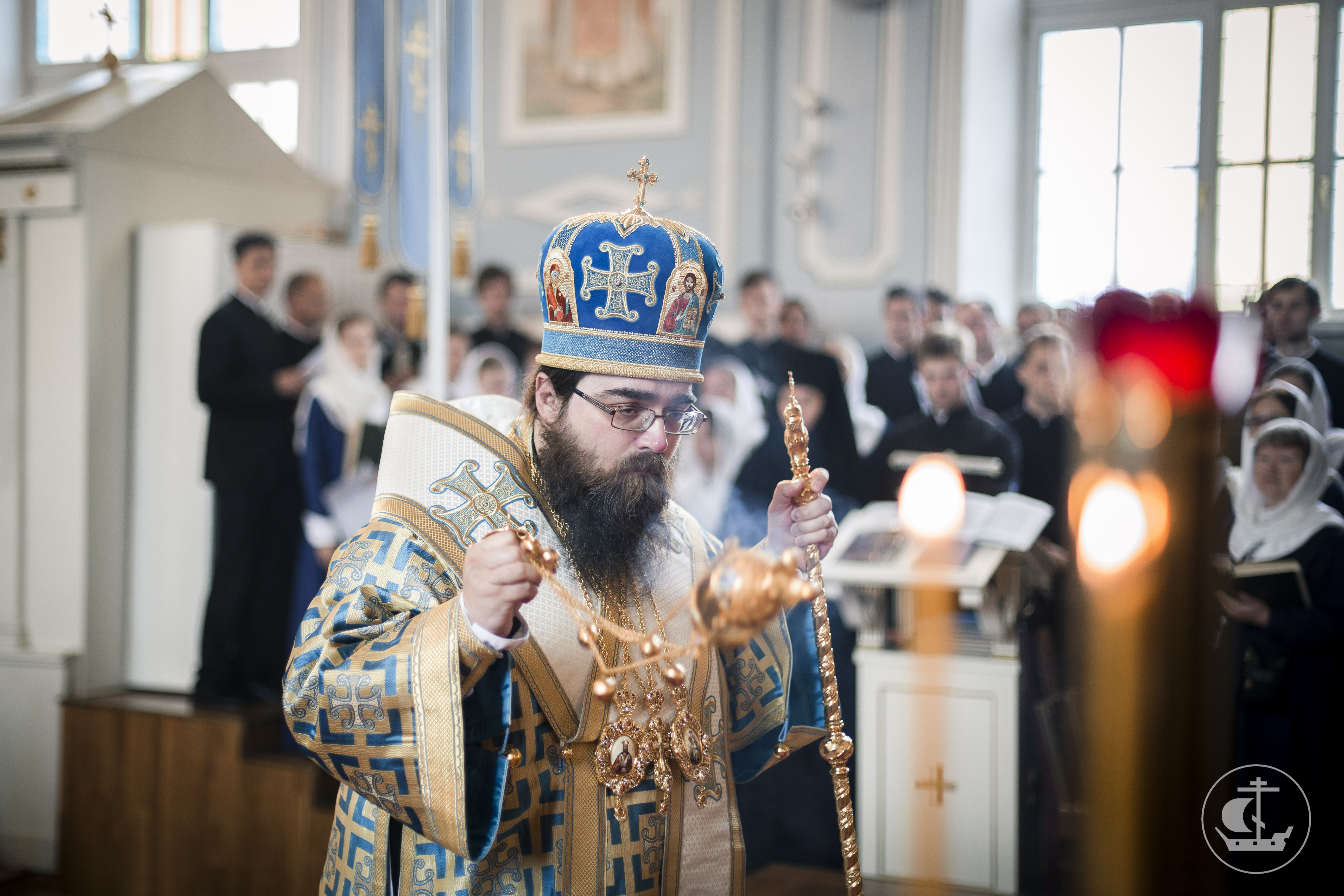
Metropolita Rastislav během liturgie (2016)

Arcibiskup Rastislav je absolventem Pravoslavné bohoslovecké fakulty Prešovské univerzity v Prešově, absolvoval několik studijních pobytů v zahraničí, zejm. v Řecku. Jméno Rastislav přijal při vstupu do mnišského stavu.
Před svým zvolením arcibiskupem působil jako duchovní v dětském domově sv. Nikolaje v Medzilaborcích.
V prosinci roku 2013 nahradil ve funkci Metropolitního správce arcibiskupa Simeona, který ovšem toto nahrazení své osoby prohlásil za neplatné. Tento postoj vladyky Simeona sdílely prakticky všechny pravoslavné církve na světě, z tohoto důvodu byl arcibiskup Rastislav prohlášen Ekumenickým Patriarchátem za personu non grata. Rovněž odmítl uznat i církevní sněm, který 11. ledna 2014 v Prešově zvolil arcibiskupa Rastislava pravoslavným metropolitou českých zemí a Slovenska – a to z důvodu některých protizákonných činů – počínaje rozporuplným odvoláním vladyky Simeona a konče nezákonným jmenováním vladyky Jáchyma.
Svůj postoj k biskupům Rastislavovi, Jáchymovi a Jurajovi vyjádřil dokonce patriarcha Bartoloměj v oficiálním dopisu ministrovi kultury ČR.  Arcibiskup Rastislav po svém údajném zvolení nebyl pozván na synaxis hlav pravoslavných církví , což je projevem jeho neuznání a také izolace pravoslavné církve v českých zemích a na Slovensku v rámci pravoslavného světa, neboť Ústava pravoslavné církve stanovuje pevný řád volby eparchiálních biskupů a metropolity. Podle ústavy je potřeba pro ustanovení eparchiálního biskupa návrh Eparchiální Rady, schválení Posvátným Synodem kanonické způsobilosti a poté volba Eparchiálním Shromážděním 2/3 většinou hlasů. Jiný způsob přípustný dle ústavy není. Volba metropolity se provádí sněmem Pravoslavné církve ze 2 kandidátů – arcibiskupa pražského a arcibiskupa prešovského.  Jelikož v případě volby arcibiskupa Rastislava metropolitou nebyl nelegální arcibiskup pražský Jáchym řádně zvolen, ale pouze nezákonně jmenován Posvátným synodem složeným ze 3 lidí, přičemž Jáchym hlasoval i sám ve svůj prospěch, – byl tedy "zvolen" i svým vlastním hlasem, tak volba metropolity nebyla legální a proto není uznávána.
Tímto problémem se teoreticky zabývá řada osob a jsou k tomu k dispozici více i méně rozsáhlé rozbory. Jak prokazují uvedené zdroje, arcibiskup Rastislav není legálním – kanonickým metropolitou pravoslavné církve, přesto se bez ohledu na názor drtivé většiny pravoslavného světa za takového sám považuje.  Arcibiskupa Rastislava podpořil pouze moskevský patriarcha Kirill a pravoslavné církve americká (jež není uznávaná většinou pravoslavných církví) a církev antiochijská, která se nachází v Sýrií, jejímž hlavním světovým spojencem a oporou je Rusko. V gratulaci Antiochijského patriarchátu k údajnému zvolení je arcibiskup Rastislav titulován "arcibiskup pražský" [zdroj?].
Podle Tomosu Konstantinopolského patriarchátu arcibiskup Rastislav již není biskupem, jelikož kanonicky propadl. Touto otázkou se zabývá kanonická komise Ekumenického patriarchátu, které mimo jiné přísluší připravovat podklady pro soudy nad biskupy [zdroj?]. Patriarcha Bartoloměj v roce 2016 také uznal legitimitu volby metropolity Rastislava. Jeho Blaženost Rastislav je kanonicky platným metropolitou.[zdroj?].